# Friedrich Fränzl
Friedrich Fränzl (* 13. Juli 1863 in Wien; † 26. Februar 1938 ebenda) war ein österreichischer Solotänzer und Mimiker.
Friedrich Fränzl wurde an der Ballettschule der Wiener Hofoper (heute Wiener Staatsoper) ausgebildet und wirkte 35 Jahre an diesem Institut. 
Er gründete eine eigene Ballett- und Tanzschule, welche sein Sohn Willy Fränzl (1898–1982) und nach dessen Tod seine Gattin Lucie Fränzl-Bräuer (1922–2011) bis 1999 leitete. 
Seine letzte Ruhestätte fand er auf dem Wiener Zentralfriedhof.
| Personendaten    | Personendaten               |
| ---------------- | --------------------------- |
| NAME             | Fränzl, Friedrich           |
| KURZBESCHREIBUNG | österreichischer Solotänzer |
| GEBURTSDATUM     | 13. Juli 1863               |
| GEBURTSORT       | Wien                        |
| STERBEDATUM      | 26. Februar 1938            |
| STERBEORT        | Wien                        |